# Чиварак, Парит
Парит «Пингвин» Чиварак (тайск. พริษฐ์ ชิวารักษ์) — тайский политический активист, студент факультета политологии Университета Таммасат и один из лидеров протестного движения 2020 — 2021 годов. Парита сначала арестовали в середине августа 2020 года, а затем 11 мая 2021 года отпустили под залог. В настоящее время ему предъявлено 18 обвинений, от нарушения законов о гигиене (проведение протестов во время пандемии COVID-19) до подстрекательства к мятежу.
Находился в тюрьме с февраля 2021 года. Ему было отказано в освобождении под залог. В ответ на это решение он объявил голодовку с 15 марта 2021 года и был госпитализирован 30 апреля 2021 года из-за опасений, что его состояние может ухудшиться и потребовать специализированной помощи.

## Биография

### Ранняя активность
Впервые Парит привлёк внимание средств массовой информации в 2015 году в возрасте 16 лет, когда он был генеральным секретарём прогрессивной студенческой группы «Образование для освобождения Сиама» (ELS), выступающей за реформу образования, проводя кампанию за сохранение доступа к образованию, в то время как хунта предложила сократить количество бесплатных лет обучения.
Будучи учеником престижной школы Триам Удом Сукса в Бангкоке, он вывесил перед лидером тайской хунты генералом Праютом Чан-Оча плакат, на котором был написан вопрос о том, как тайские дети могут избежать коррупции. В 2016 году он выступал против проекта конституции Таиланда, разработанного хунтой, на том основании, что в случае принятия он может отменить 15 лет бесплатного образования. Ему угрожали Законом о компьютерных преступлениях 2007 года за участие в музыкальном видео против проекта конституции. Парит также выступал против системы СОТУС (Старшинство, Порядок, Традиции, Единство и Дух), набора иерархических нормативных ценностей для высших учебных заведений Таиланда, которые подчеркивают старшинство и дедовщину. В 2017 году Парит был вовлечён в сатиру ELS по случаю Национального дня защиты детей в Таиланде.

### Студенческий активизм
В феврале 2019 года Парит выступил против решения тайского генерала Апирата Конгсомпонга транслировать скандальный военный гимн времен холодной войны «Нак Фаен Дин» («Отребь Земли») на том основании, что песня разжигает ненависть.
В июне 2020 года Парит участвовал в небольшой акции протеста, в ходе которой по всему Бангкоку завязывали белые ленты, чтобы привлечь внимание к насильственному исчезновению тайского активиста Ванчалеарма Сатсаксита в Камбодже. Впоследствии ему было предъявлено обвинение в соответствии с разделом 12 Закона 1992 года о поддержании чистоты и порядка в стране. 8 июня члены Студенческого союза Таиланда (СЮТ), во главе с Паритом в качестве бывшего президента СЮТ и пресс-секретарём Панусаей Ситиджираваттанакул, организовали небольшую общественную акцию протеста в полицейском участке Патумван против продления срока действия Указа о чрезвычайном положении, связанного с пандемией COVID-19. 24 июня Парит возглавил протест Студенческого союза Таиланда, приуроченный к 88-й годовщине Сиамской революции 1932 года. 18 июля Парит участвовал в митинге «Свободной молодёжи» в Бангкоке, ставшем крупнейшим политическим протестом в стране после военного переворота 2014 года.
12 августа Студенческий союз университета Таммасат мобилизовал студенческую охрану для предотвращения ареста Парита и Панусаи полицией. Данное событие привлекло значительное внимание в социальных сетях. Парит и другие были арестованы 14 августа по обвинению в подстрекательстве к мятежу и другим обвинениям, связанным с его участием в акции протеста 18 июля, после чего Human Rights Watch опубликовала заявление, в котором призвала власти Таиланда немедленно снять все обвинения и безоговорочно освободить его и других протестующих студентов. На следующий день он был освобождён под залог и впоследствии стал одним из лидеров сентябрьских протестов 2020 года.